# دهنه جوکک
دهنه جوکک (به لاتین: Dahan-e Jowkak) یک منطقهٔ مسکونی در افغانستان است که در ولایت بامیان واقع شده‌است.